# مارك لامرت
مارك لامرت (بالألمانية: Mark Lammert)‏ هو رسام ألماني، ولد في 30 سبتمبر 1960 في برلين في ألمانيا.